# Giovane Élber
Élber de Souza, meglio noto come Giovane Élber o anche solo Élber (Londrina, 23 luglio 1972), è un ex calciatore brasiliano, di ruolo attaccante. Dal 2017 è ambasciatore del Bayern Monaco.

## Carriera

### Club
Cresciuto nel Londrina, Élber fu acquistato dal Milan nel 1991 che, data la presenza in rosa di tre stranieri (limite massimo consentito in quell'anno), lo cedette dapprima in prestito e poi, nel 1993, a titolo definitivo agli svizzeri del Grasshoppers. Nelle tre stagioni trascorse a Zurigo si dimostrò un ottimo realizzatore, segnando 41 gol in 69 partite di campionato, del quale fu miglior marcatore nel 1993-1994, e 2 reti in 4 partite nella Coppa UEFA 1992-1993. Con la squadra svizzera vinse inoltre la coppa nazionale del 1993-1994.
Nel 1994 si trasferì in Germania, allo Stoccarda, con cui giocò 87 partite e segnò 41 reti in campionato nell'arco di tre stagioni. Con la squadra di Stoccarda vinse la Coppa di Germania 1996-1997, segnando entrambe le reti della finale contro l'Energie Cottbus.
Nel 1997 passò al Bayern Monaco per l'equivalente di 10 milioni di euro. Con la compagine bavarese vinse 4 campionati nazionali, 3 Coppe di Germania, 4 Coppe di Lega e la UEFA Champions League 2000-2001 (16 presenze e 6 reti). A sorpresa, però, a fine anno venne escluso dalle prime dieci posizioni del Pallone d'oro. Nella stagione 2002-2003 vinse la classifica dei marcatori della Bundesliga con 21 reti in 33 partite.
Il 28 giugno 2003 fu arrestato per guida in stato di ebbrezza e la società bavarese lo punì con una multa pesante, motivo per il quale entrò in contrasto con il club, che pochi giorni dopo lo cedette in Francia all'Olympique Lione per 10 milioni di euro. Con la squadra francese totalizzò 27 partite e 10 reti in campionato e 9 partite e 3 reti in UEFA Champions League, vincendo la Ligue 1 2003-2004 e, ai rigori, la Supercoppa di Francia 2004 (suo il gol del Lione nell'1-1 contro il Paris Saint-Germain).
Dopo 3 partite e un gol nella stagione 2004-2005, nel gennaio 2005 ritornò in Germania, nelle file del Borussia M'gladbach a parametro zero; giocò solo altre 4 partite in stagione a causa di un persistente infortunio. Dopo ripetute critiche pubbliche all'allenatore Horst Köppel e una multa inflittagli dal club per un importo di 10.000 euro, il Borussia ed Élber si separarono il 3 dicembre 2005 di comune accordo. In Bundesliga totalizzò complessivamente 260 partite nelle quali segnò 133 gol, diventando così il maggior realizzatore straniero nel massimo campionato tedesco (verrà poi superato nel 2010 dal peruviano Claudio Pizarro e successivamente anche da Robert Lewandowski).
Con la squadra di Mönchengladbach Élber concluse la propria esperienza in Europa e nel 2006 ritornò in Brasile, dove giocò per il Cruzeiro. Nella squadra di Belo Horizonte concluse la propria carriera, annunciando il proprio ritiro tre giornate prima della fine del campionato, dopo alcuni infortuni e la perdita del padre. In totale con il Cruzeiro disputò 40 partite e realizzò 18 reti.

### Nazionale
Con la nazionale brasiliana Under-20 Élber prese parte al campionato sudamericano Under-20 del 1991, vinto dal Brasile, e al campionato del mondo Under-20 del 1991, dove giocò da titolare tutte le 6 partite dei verdeoro fino alla finale persa contro il Portogallo dopo i rigori. Nel corso della manifestazione Élber segnò 4 gol, risultando il miglior marcatore della propria selezione e, alla pari con lo spagnolo Ismael Urzaiz e il messicano Pedro Pineda, il secondo in assoluto alle spalle del sovietico Serhij Ščerbakov (5 reti).
Nel 1992, con la selezione olimpica brasiliana, disputò il Torneo preolimpico CONMEBOL, totalizzando 4 presenze e 2 reti, realizzate entrambe nella partita di esordio della competizione, contro l'Uruguay.
Nel 1998 fu convocato in nazionale maggiore per la CONCACAF Gold Cup, durante la quale, il 5 febbraio 1998, esordì con la maglia della Seleção contro il Guatemala, subentrando a Edmundo. In totale nella Gold Cup disputò quattro partite, realizzando una doppietta contro El Salvador. Complessivamente con i verdeoro giocò 15 partite e realizzò 7 gol, tra cui anche una tripletta nel novembre 1998 in amichevole contro la Russia.

### Ritiro
Il 13 gennaio 2017 ritornò al Bayern Monaco come ambasciatore del club insieme a Bixente Lizarazu e Hasan Salihamidžić.

## Statistiche

### Presenze e reti nei club
Statistiche aggiornate al termine della carriera.
| Stagione               | Squadra                | Campionato             | Campionato | Campionato | Coppe nazionali | Coppe nazionali | Coppe nazionali | Coppe continentali | Coppe continentali | Coppe continentali | Altre coppe | Altre coppe | Altre coppe | Totale | Totale | Totale |
| Stagione               | Squadra                | Comp                   | Pres       | Reti       | Comp            | Pres            | Reti            | Comp               | Pres               | Reti               | Comp        | Pres        | Reti        | Pres   | Reti   |        |
| ---------------------- | ---------------------- | ---------------------- | ---------- | ---------- | --------------- | --------------- | --------------- | ------------------ | ------------------ | ------------------ | ----------- | ----------- | ----------- | ------ | ------ | ------ |
| 1991                   | Londrina               | B                      | 2          | 2          | -               | -               | -               | -                  | -                  | -                  | -           | -           | -           | 2      | 2      |        |
| 1991-1992              | Grasshoppers           | LNA                    | 8+13       | 3+6        | CS              | ?               | ?               | Int+CC             | -                  | -                  | -           | -           | -           | 21+    | 9+     |        |
| 1992-1993              | Grasshoppers           | LNA                    | 21+9       | 11+14      | CS              | 1+              | 1+              | Int+CU             | 1+4                | 0+2                | -           | -           | -           | 36+    | 28+    |        |
| 1993-1994              | Grasshoppers           | LNA                    | 15+12      | 6+15       | CS              | 2+              | 1+              | -                  | -                  | -                  | -           | -           | -           | 29+    | 22+    |        |
| Totale Grasshoppers    | Totale Grasshoppers    | Totale Grasshoppers    | 78         | 55         |                 | 3+              | 2+              |                    | 5                  | 2                  |             | -           | -           | 86+    | 59+    |        |
| 1994-1995              | Stoccarda              | BL                     | 23         | 8          | CG              | 1               | 0               | -                  | -                  | -                  | -           | -           | -           | 24     | 8      |        |
| 1995-1996              | Stoccarda              | BL                     | 33         | 16         | CG              | 1               | 0               | -                  | -                  | -                  | -           | -           | -           | 34     | 16     |        |
| 1996-1997              | Stoccarda              | BL                     | 31         | 17         | CG              | 6               | 3               | Int                | 3                  | 3                  | -           | -           | -           | 40     | 23     |        |
| Totale Stoccarda       | Totale Stoccarda       | Totale Stoccarda       | 87         | 41         |                 | 8               | 3               |                    | 3                  | 3                  |             | -           | -           | 98     | 47     |        |
| 1997-1998              | Bayern Monaco          | BL                     | 28         | 11         | CG+CdL          | 6+2             | 5+2             | UCL                | 8                  | 3                  | -           | -           | -           | 44     | 21     |        |
| 1998-1999              | Bayern Monaco          | BL                     | 21         | 13         | CG+CdL          | 5+2             | 2+3             | UCL                | 9                  | 3                  | -           | -           | -           | 37     | 21     |        |
| 1999-2000              | Bayern Monaco          | BL                     | 26         | 14         | CG+CdL          | 3+0             | 2+0             | UCL                | 12                 | 3                  | -           | -           | -           | 41     | 19     |        |
| 2000-2001              | Bayern Monaco          | BL                     | 27         | 15         | CG+CdL          | 1+0             | 0               | UCL                | 16                 | 6                  | -           | -           | -           | 44     | 21     |        |
| 2001-2002              | Bayern Monaco          | BL                     | 30         | 17         | CG+CdL          | 3+1             | 1+0             | UCL                | 11                 | 6                  | SU+CInt     | 1+1         | 0           | 47     | 24     |        |
| 2002-2003              | Bayern Monaco          | BL                     | 33         | 21         | CG+CdL          | 6+1             | 6+2             | UCL                | 8                  | 2                  | -           | -           | -           | 48     | 31     |        |
| lug.-ago. 2003         | Bayern Monaco          | BL                     | 4          | 1          | CdL             | 1               | 1               | -                  | -                  | -                  | -           | -           | -           | 5      | 2      |        |
| Totale Bayern Monaco   | Totale Bayern Monaco   | Totale Bayern Monaco   | 169        | 92         |                 | 31              | 24              |                    | 64                 | 23                 |             | 2           | 0           | 266    | 139    |        |
| 2003-2004              | Olympique Lione        | L1                     | 27         | 10         | CF+CdL          | 2+1             | 2+0             | UCL                | 9                  | 3                  | SF          | -           | -           | 39     | 15     |        |
| 2004-2005              | Olympique Lione        | L1                     | 3          | 1          | CF+CdL          | 0               | 0               | UCL                | 0                  | 0                  | SF          | 1           | 1           | 4      | 2      |        |
| Totale Olympique Lione | Totale Olympique Lione | Totale Olympique Lione | 30         | 11         |                 | 3               | 2               |                    | 9                  | 3                  |             | 1           | 1           | 43     | 17     |        |
| 2005-gen. 2006         | Borussia M'gladbach    | BL                     | 4          | 0          | CG              | 1               | 0               | -                  | -                  | -                  | -           | -           | -           | 5      | 0      |        |
| 2006                   | Cruzeiro               | M1/MG+A                | 13+21      | 6+6        | CB              | 5               | 6               | CS                 | 1                  | 0                  | -           | -           | -           | 40     | 18     |        |
| Totale carriera        | Totale carriera        | Totale carriera        | 404        | 213        |                 | 51+             | 37+             |                    | 82                 | 31                 |             | 3           | 1           | 540+   | 282+   |        |

### Cronologia presenze e reti in nazionale
| Cronologia completa delle presenze e delle reti in nazionale ― Brasile | Cronologia completa delle presenze e delle reti in nazionale ― Brasile | Cronologia completa delle presenze e delle reti in nazionale ― Brasile | Cronologia completa delle presenze e delle reti in nazionale ― Brasile | Cronologia completa delle presenze e delle reti in nazionale ― Brasile | Cronologia completa delle presenze e delle reti in nazionale ― Brasile | Cronologia completa delle presenze e delle reti in nazionale ― Brasile | Cronologia completa delle presenze e delle reti in nazionale ― Brasile |
| Data                                                                   | Città                                                                  | In casa                                                                | Risultato                                                              | Ospiti                                                                 | Competizione                                                           | Reti                                                                   | Note                                                                   |
| ---------------------------------------------------------------------- | ---------------------------------------------------------------------- | ---------------------------------------------------------------------- | ---------------------------------------------------------------------- | ---------------------------------------------------------------------- | ---------------------------------------------------------------------- | ---------------------------------------------------------------------- | ---------------------------------------------------------------------- |
| 5-2-1998                                                               | Miami                                                                  | Brasile                                                                | 1 – 1                                                                  | Guatemala                                                              | Gold Cup 1998 - Primo turno                                            | -                                                                      | 46’                                                                    |
| 8-2-1998                                                               | Los Angeles                                                            | El Salvador                                                            | 0 – 4                                                                  | Brasile                                                                | Gold Cup 1998 - Primo turno                                            | 2                                                                      | 81’                                                                    |
| 10-2-1998                                                              | Los Angeles                                                            | Stati Uniti                                                            | 1 – 0                                                                  | Brasile                                                                | Gold Cup 1998 - Semifinale                                             | -                                                                      | 75’                                                                    |
| 10-2-1998                                                              | Los Angeles                                                            | Brasile                                                                | 1 – 0                                                                  | Giamaica                                                               | Gold Cup 1998 - Finale 3º posto                                        | -                                                                      | 72’                                                                    |
| 14-10-1998                                                             | Washington                                                             | Brasile                                                                | 5 – 1                                                                  | Ecuador                                                                | Amichevole                                                             | 3                                                                      |                                                                        |
| 18-11-1998                                                             | Fortaleza                                                              | Brasile                                                                | 5 – 1                                                                  | Russia                                                                 | Amichevole                                                             | 1                                                                      | 75’                                                                    |
| 4-9-1999                                                               | Buenos Aires                                                           | Argentina                                                              | 2 – 0                                                                  | Brasile                                                                | Amichevole                                                             | -                                                                      | 46’                                                                    |
| 7-9-1999                                                               | Porto Alegre                                                           | Brasile                                                                | 4 – 2                                                                  | Argentina                                                              | Amichevole                                                             | -                                                                      | 68’                                                                    |
| 9-10-1999                                                              | Amsterdam                                                              | Paesi Bassi                                                            | 2 – 2                                                                  | Brasile                                                                | Amichevole                                                             | -                                                                      | 46’                                                                    |
| 13-11-1999                                                             | Vigo                                                                   | Spagna                                                                 | 0 – 0                                                                  | Brasile                                                                | Amichevole                                                             | -                                                                      |                                                                        |
| 23-2-2000                                                              | Bangkok                                                                | Thailandia                                                             | 0 – 7                                                                  | Brasile                                                                | Amichevole                                                             | -                                                                      | 46’                                                                    |
| 28-3-2000                                                              | Bogotà                                                                 | Colombia                                                               | 0 – 0                                                                  | Brasile                                                                | Qual. Mondiali 2002                                                    | -                                                                      | 67’                                                                    |
| 23-5-2000                                                              | Cardiff                                                                | Galles                                                                 | 0 – 3                                                                  | Brasile                                                                | Amichevole                                                             | 1                                                                      | 71’                                                                    |
| 1-7-2001                                                               | Montevideo                                                             | Uruguay                                                                | 1 – 0                                                                  | Brasile                                                                | Qual. Mondiali 2002                                                    | -                                                                      | 61’                                                                    |
| 5-9-2001                                                               | Buenos Aires                                                           | Argentina                                                              | 2 – 1                                                                  | Brasile                                                                | Qual. Mondiali 2002                                                    | -                                                                      | 65’                                                                    |
| Totale                                                                 |                                                                        | Presenze                                                               | 15                                                                     |                                                                        | Reti                                                                   | 7                                                                      |                                                                        |

## Palmarès

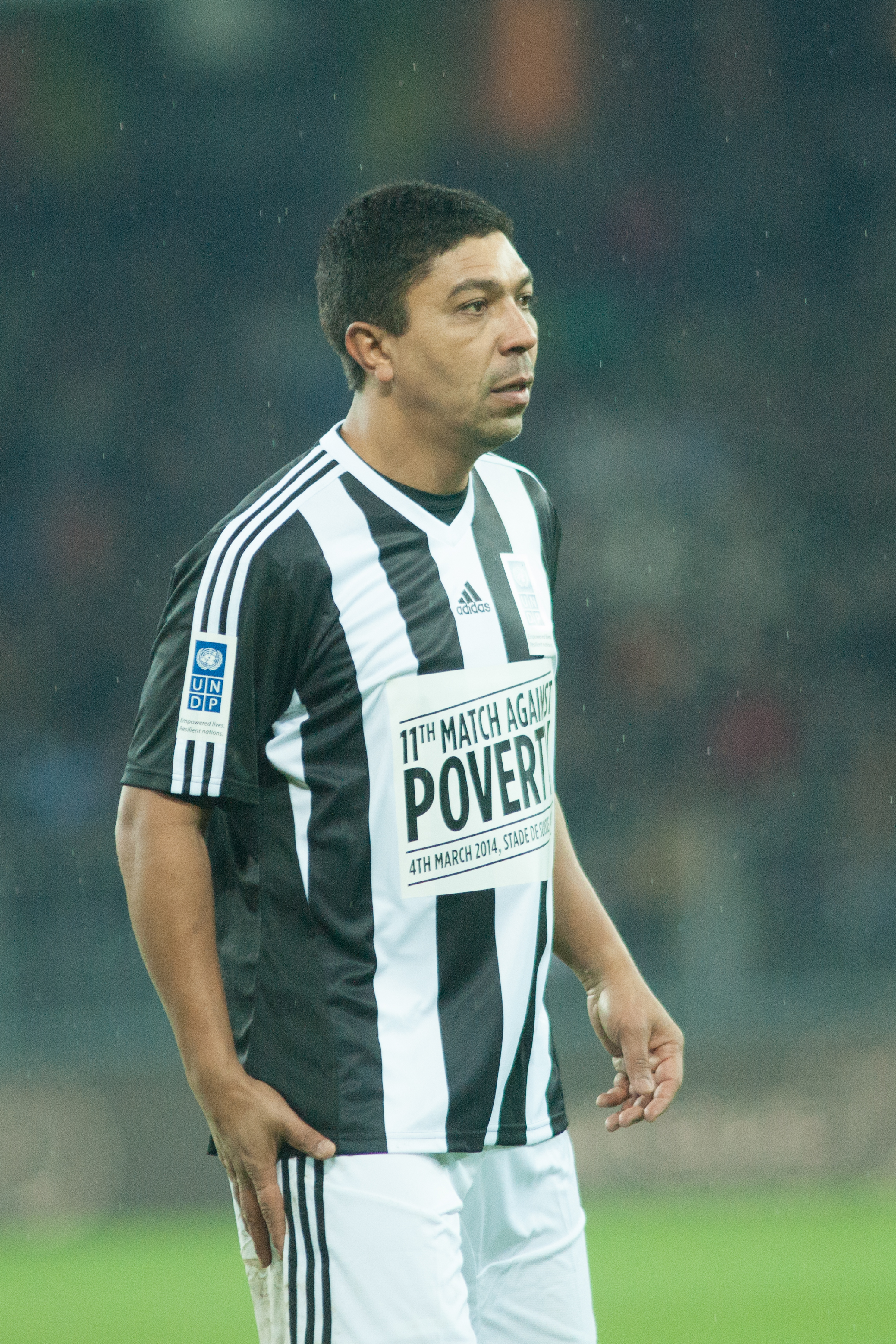
Élber nel marzo 2014 durante la partita benefica Match Against Poverty dell'UNDP

### Club

#### Competizioni statali
- Campionato mineiro: 1

Cruzeiro: 2006

#### Competizioni nazionali
- Coppa Svizzera: 1

Grasshoppers: 1993-1994
- Campionato tedesco: 4

Bayern Monaco: 1998-1999, 1999-2000, 2000-2001, 2002-2003
- Coppa di Germania: 4

Stoccarda: 1996-1997
Bayern Monaco: 1997-1998, 1999-2000, 2002-2003
- Coppa di Lega tedesca: 4

Bayern Monaco: 1997, 1998, 1999, 2000
- Campionato francese: 1

Lione: 2003-2004
- Supercoppa francese: 1

Lione: 2004

#### Competizioni internazionali
- UEFA Champions League: 1

Bayern Monaco: 2000-2001
- Coppa Intercontinentale: 1

Bayern Monaco: 2001

### Nazionale
- Campionato sudamericano Under-20: 1

1991

### Individuale
- Capocannoniere della Lega Nazionale A: 1

1993-1994 (21 gol)
- Capocannoniere della Bundesliga: 1

2002-2003 (21 gol, a pari merito con Christiansen)
- Capocannoniere della Coppa di Germania: 1

2002-2003 (6 gol)